# Walrücken

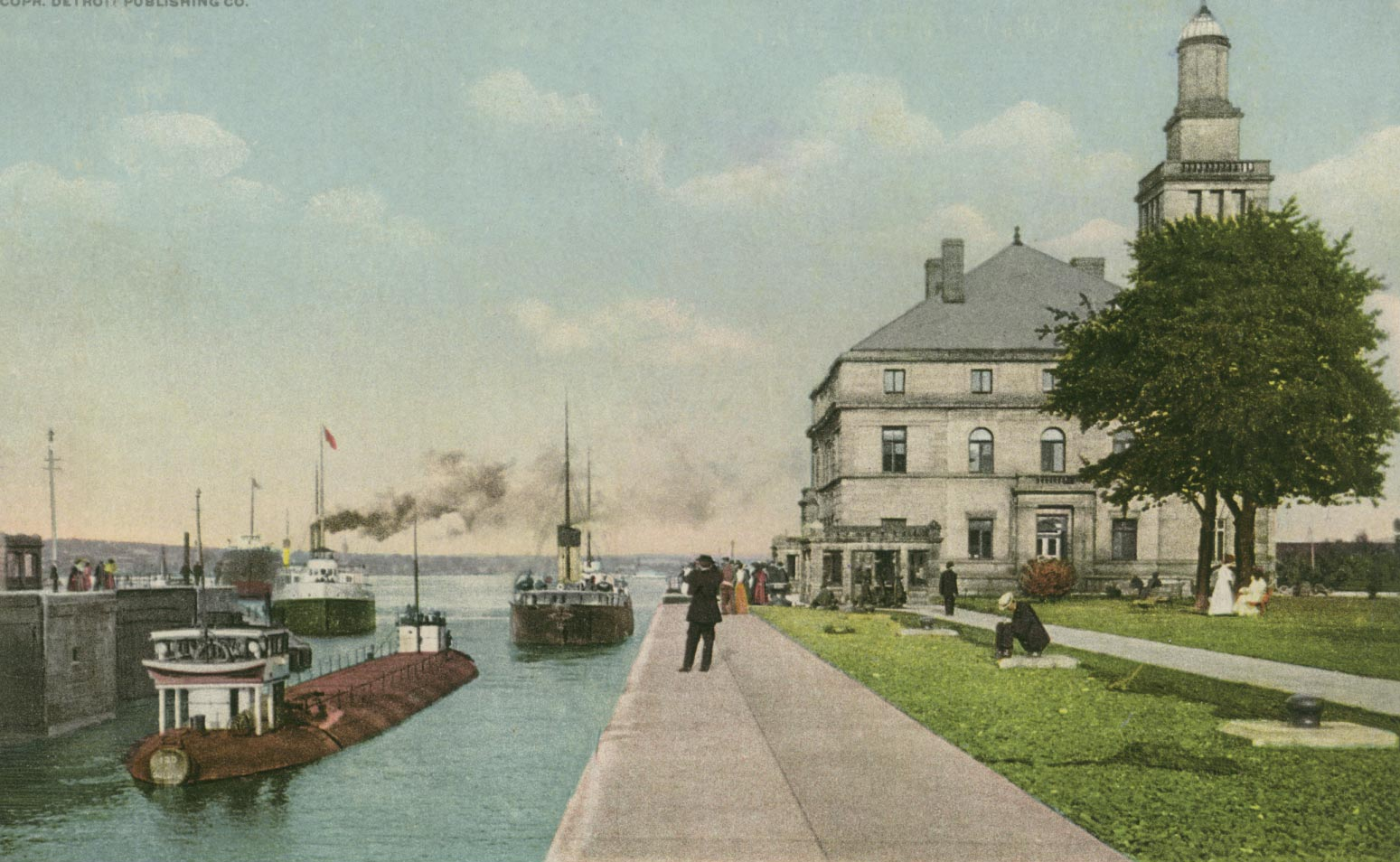
Walrücken in einer Schleuse bei Sault Ste. Marie, USA/Kanada

Walrücken (englisch Whaleback) war ein Schiffstyp, der in der Zeit von 1889 bis 1898 hauptsächlich auf den beiden Werften des Schiffskonstrukteurs Alexander McDougall gebaut wurde. Der Name leitet sich von der an einen Walrücken erinnernden charakteristischen runden Form des Schiffsrumpfes dieser überwiegend für die Massengutfahrt auf den Großen Seen konzipierten Schiffe und Bargen ab.

## Form und Aufbau

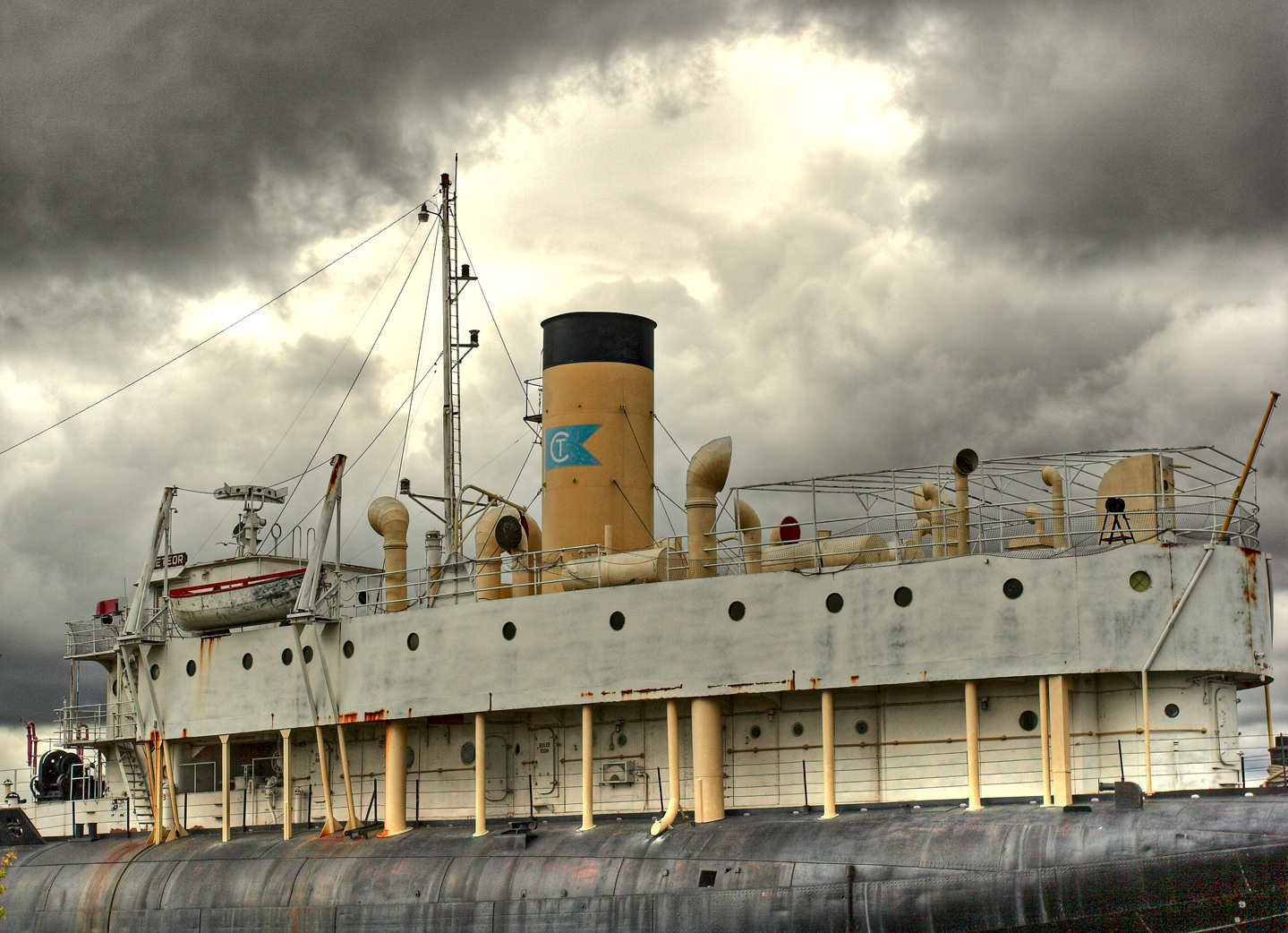
Decksaufbauten der Meteor

Ziel von McDougall's Entwicklung war ein Fahrzeug, das sich bei großem Ladevermögen und geringem Tiefgang möglichst unempfindlich gegen Seegangs- und Windeinflüsse zeigte. Hintergrund dieser Zielrichtung waren die aus den zunächst als Barge entwickelten "Walrücken" zu erstellenden Schleppverbände, deren schleppende Fahrzeuge zu jener Zeit mit einer geringen Maschinenleistung auskommen mussten. Eine konventionelle Bauart der Bargen mit größeren Angriffsflächen für Wind und Seegang führte bei schlechten Wetterverhältnissen zu einer rapiden Geschwindigkeitsverringerung. Die Grundform aller Whalebacks war daher ein zylindrischer Schiffskörper, welcher oben und unten stärker, an den Seiten etwas weniger abgeflacht war und zu den Schiffsenden spitz zulief und etwas nach oben zeigte, was ein wenig an eine Schnauze erinnerte, und ihnen den Spitznamen Schweineboote (englisch Pigboats) einbrachte.

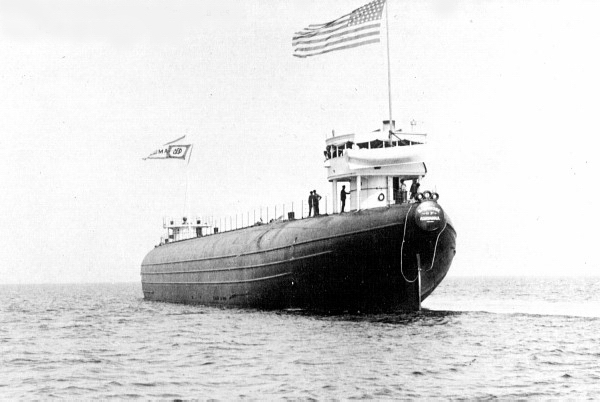
Walrücken Sagamore

Die Luken waren im schmalen flachen Bereich an Deck angeordnet. Weiterhin waren abgerundete Deckshäuser und Plattformen zu Unterbringung von Winden und Decksgerätschaften angebracht. Bei den Walrücken mit eigenem Antrieb gab es sowohl Ausführungen mit vorderer als auch im hinteren Teil angeordneter Brücke, wobei die Maschinenanlagen stets im Heck zu finden waren. Das Design stellte sich als preisgünstig im Bau, äußerst seetüchtig, aber auch als unbequem und schwierig in der Handhabung heraus. Die Lukendeckel waren bei den ersten Bauten noch bündig in die Schiffshülle eingelassen, was aber bei Torsion zu Problemen mit daraus resultierenden Undichtigkeiten führte und daher später durch eine Lösung mit herkömmlicher Lukenkumming ersetzt wurde.

## Geschichte

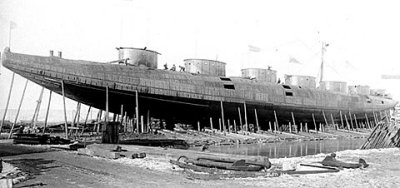
Die Christopher Columbus beim Bau

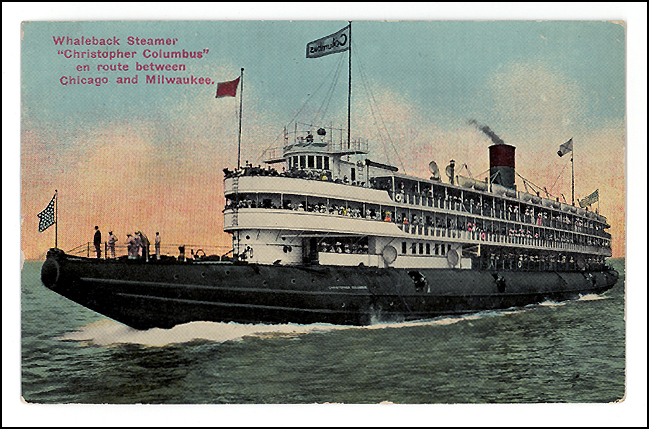
Die Christopher Columbus

Der ursprüngliche, 1881 patentierte Entwurf McDougalls war eine Barge ohne Aufbauten. In den 1882, 1888 und 1890 folgenden Patenten wurden sukzessive Aufbauten, Rettungsboot, Winden und Ankerspill und eine Maschine hinzugefügt.
Der erste Walrücken wurde 1887–1888 als Barge 101 nach Alexander McDougalls Plänen von der Robert Clark Werft in Duluth, Minnesota, gebaut, wobei Steven und Heck der Barge von Pusey & Jones Shipbuilding Company in Wilmington, Delaware, erstellt wurden. Im darauf folgenden Jahr gelang es McDougall mit Unterstützung aus New Yorker Finanzkreisen, die Werft American Steel Barge Company in Duluth zu gründen, welche noch 1889 zwei weitere Whaleback-Bargen baute. Im Jahr 1890 folgte mit der Colgate Hoyt der erste Walrücken mit Dampfantrieb, welcher mit 120.000 US$ etwas mehr als doppelt so viel kostete wie die vorher gebauten Bargen und eine Geschwindigkeit von 16 Knoten erreichte.
Danach entstanden bis 1898 weitere 18 Frachtdampfer, 20 Bargen und ein Passagierdampfer dieses Typs auf McDougall’s American Steel Barge Company in Superior. Das einzige Passagierschiff, die Christopher Columbus, wurde 1893 erbaut, um Besucher aus Chicago zur Weltausstellung zu befördern. Nur zwei Walrücken entstanden ohne Zutun McDougalls. Zum einen die C. S. Wetmore, welche auf einer Werft an der amerikanischen Pazifikküste gebaut wurde, und die Sagamore, welche bei der Werft William Doxford & Sons  in Pallion, Großbritannien vom Stapel lief. Als letztes Fahrzeug dieses Typs ist die als Frank Rockefeller gebaute Meteor erhalten. Die Meteor war bis 1969 in Fahrt und liegt seit 1973 als Museumsschiff in Superior.